# 山際和久
山際 和久（やまぎわ かずひさ）は、日本の工学者。東京工科大学教授。博士（工学）。

## 概要
1972年に東京工業大学工学部生産機械工学科卒業後、日本経済新聞社に勤務。同社で記者、編集委員を務める。その後、1999年に東京工科大学メディア学部教授に就任。2004年に鹿児島大学大学院理工学研究科物質生産工学機能物質工学専攻修了。専門分野は、現代科学技術論、ジャーナリズム論など。

## 経歴
- 1972年 東京工業大学工学部生産機械工学科卒業
- 日本経済新聞記者
- 日本経済新聞編集委員
- 1999年 東京工科大学メディア学部教授
- 2004年 鹿児島大学大学院理工学研究科物質生産工学機能物質工学専攻修了

## 著書
主な著書は次のとおりである。
- 『技術の履歴書 : 開発から商品化までの12章』(共著)、日本経済新聞社、1978年3月、ISBN 978-4-532-08240-6
- 『ロボット革命 : マイコンが工場を変えた 』(共著)、日本経済新聞社、1981年11月、ISBN 978-4-532-08384-7
- 『先端技術が地球を救う―環境保全技術の最前線』(共著)、清文社、1992年9月、ISBN 978-4796030427
- 『独創の軌跡ー現代科学者伝ー』(共著)、日経サイエンス社、1992年10月、ISBN 978-4532520168
- 『人間発見 : 時代を変革する50人』(共著)、日本経済新聞社、1998年11月、ISBN 978-4532162832
- 『プレゼンテーション技法』(共著)、日経スタッフ、2002年